# زمین (ترانه لیل دیکی)
زمین ترانه‌ای اثر هنرمند آمریکایی لیل دیکی با همراهی ۳۰ هنرمند دیگر است که در ۱۹ آوریل ۲۰۱۹ یک روز پیش از روز زمین منتشر شد.